# 罗蒂
罗蒂（義大利語：Ruoti），是意大利波坦察省的一个市镇。总面积55平方公里，人口3542人，人口密度64.4人/平方公里（2009年）。ISTAT代码为076071。